# Phytoecia gaubilii
Phytoecia gaubilii là một loài bọ cánh cứng trong họ Cerambycidae.